# Léon Chavalliaud
Léon Chavalliaud fue un escultor francés, nacido el 29 de enero de 1858 en Reims y fallecido el 5 de febrero de 1919 en Boissy-sans-Avoir a los 61 años

## Datos biográficos
Léon Chavalliaud nació en el número 47 de la rue de Châtivesle de la ciudad de Reims (49°15′18″N 4°1′26″E / 49.25500, 4.02389).
Léon fue aprendiz de modelado en el taller Bulteau de Reims, situado en la rue Buirette, muy cerca de su casa natal; posteriormente ingresó en la école des Beaux-Arts, con una subvención de la ciudad. Fue alumno de Alexandre Falguière , de François Jouffroy y especialmente, de Louis-Auguste Roubaud. Después de trabajar en 1880 en las Cariátides de la fachada del patio del ayuntamiento de Reims, obtuvo con su escultura Mère Spartiate - Madre Espartana un Premio de Roma.
En 1890, junto a Deperthes padre e hijo, Léon Chavalliaud realizó el Monumento conmemorativo de la federación bretona-angevina de 1790 instalado en la localidad del departamento de Morbihan, Pontivy.
En su ciudad natal se dedicó a producir bustos de retrato que poco a poco, le dieron una sólida reputación. Entre otros realizó el del doctor Jean-Baptiste Langlet, alcalde de Reims, conservado en el ayuntamiento de la ciudad; por el modelo en escayola de esta pieza Cavalliaud recibió 800 francos en 1915.
A raíz de un encargo a principio de la década de 1890, permaneció quince años en Inglaterra.
En el Salón de los artistas franceses del año 1898, presentó una estatuilla de Dom Perignon, con el epígrafe: Dom Pérignon, inventeur des vins mousseux de Champagne
Las cariátides que adornaron el ayuntamiento de la ciudad de Reims fueron destruidas por un incendio en 1917. En cambio, todavía se puede admirar, aunque mutiladas, las tres que adornan la fachada del hotel Georget, en el número 43 de la rue de Talleyrand de Reims (49°15′23″N 4°1′41″E / 49.25639, 4.02806).
Se casó con Juliana Marie Rousseau y descansa en el Cementerio del Norte de Reims desde 1923.
Fue el artífice de la escultura titulada Tobías retirando el pescado del agua  que se conserva en el Museo de bellas Artes de Reims junto a un busto en yeso de San Ambrosio

## Obras

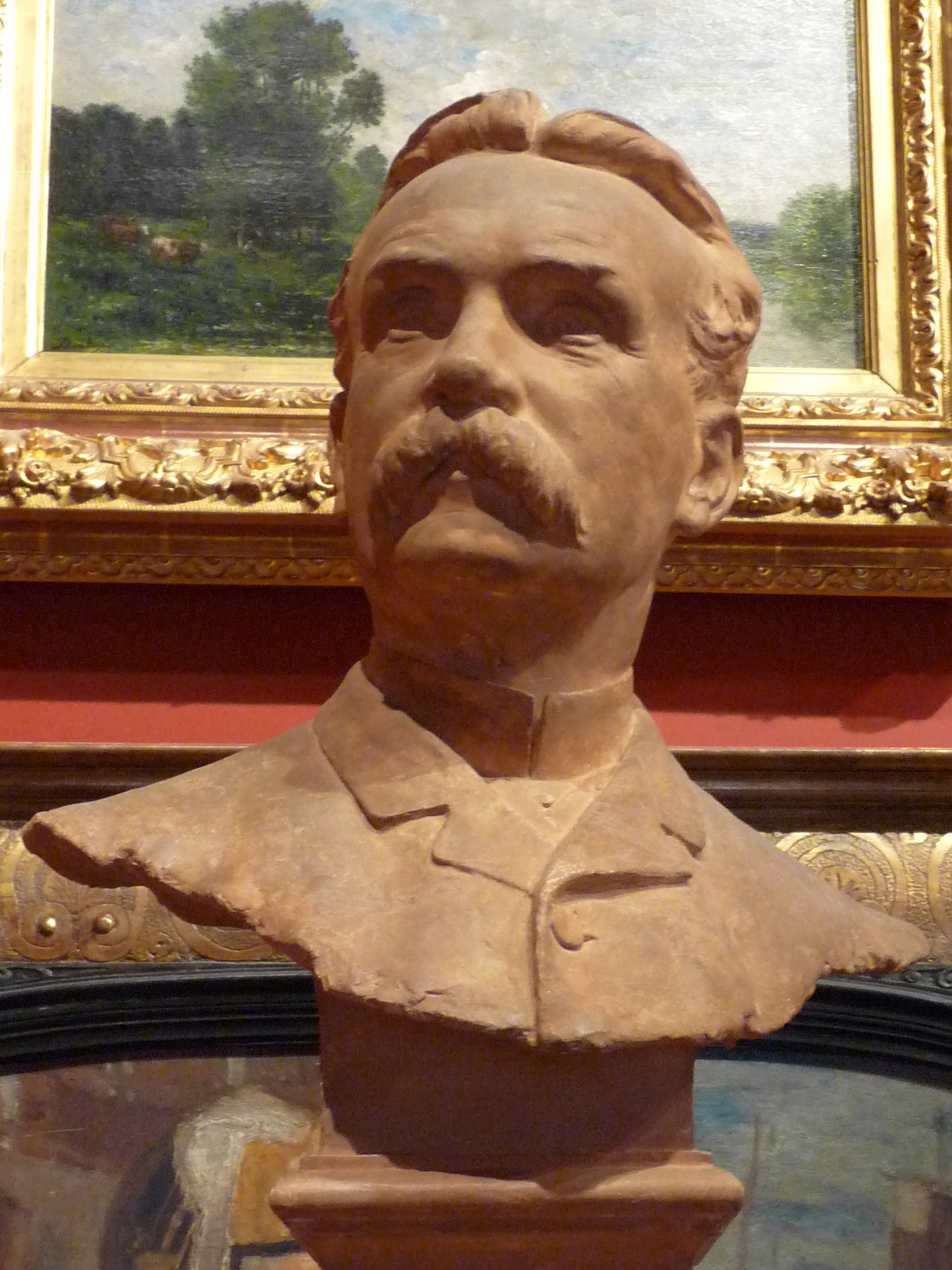
Busto del comerciante Henry Vasnier (fr:), conservado en el Museo de Bellas Artes de Reims (fr:).

Galería de imágenes

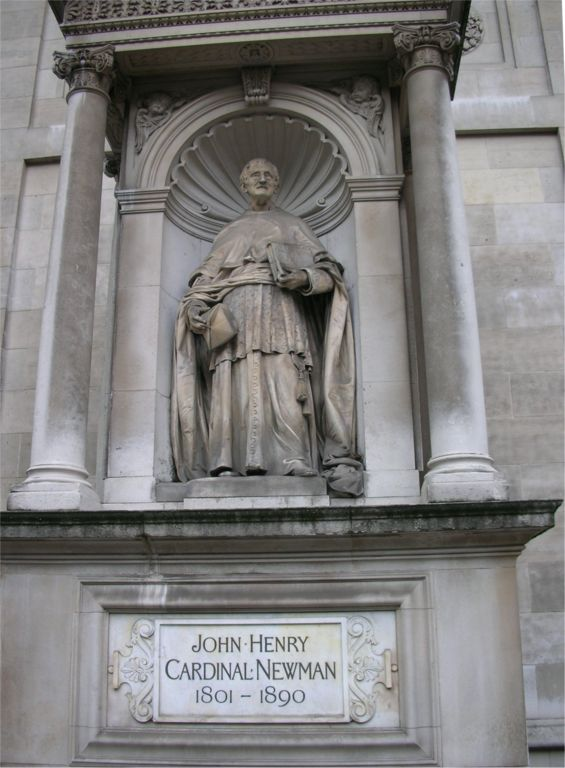
Estatua del Cardenal John Henry Newman, Brompton Oratory , distrito de South Kensington, Kensington y Chelsea - Londres
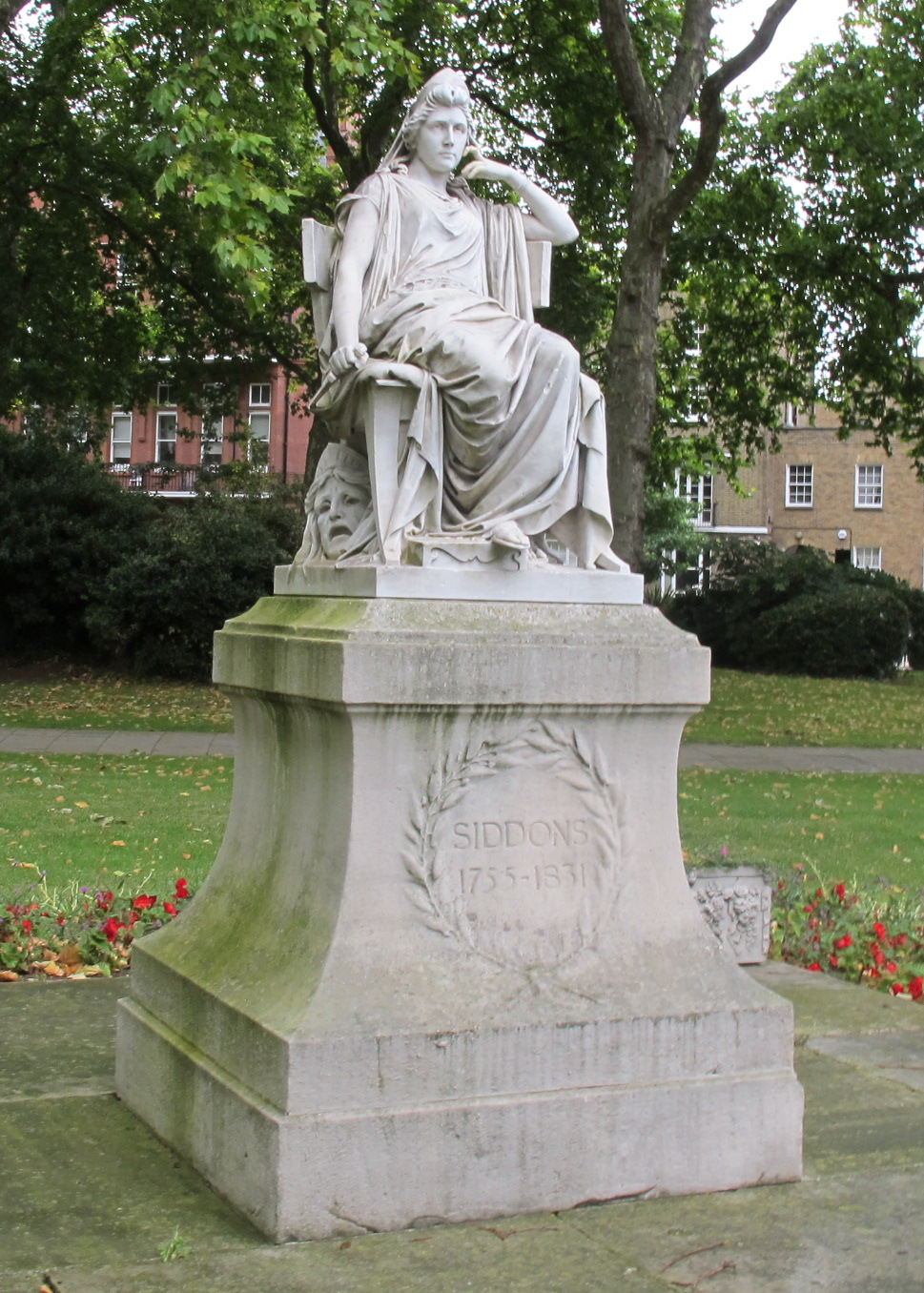
Estatua de Sarah Siddons en Paddington Green, Londres.

El proyecto de Liverpool
Para la Palm House del parque Sefton en Liverpool (en:); Cavaillaud realizó un total de ocho esculturas. Cuatro en bronce y otras tantas en mármol. Se trata de una serie de retratos de personajes vinculados con la botánica. están ubicadas en cada una de las ocho esquinas del edificio.Fue un encargo de Henry Yates Thompson (en:). 53°22′52″N 2°56′6″O / 53.38111, -2.93500

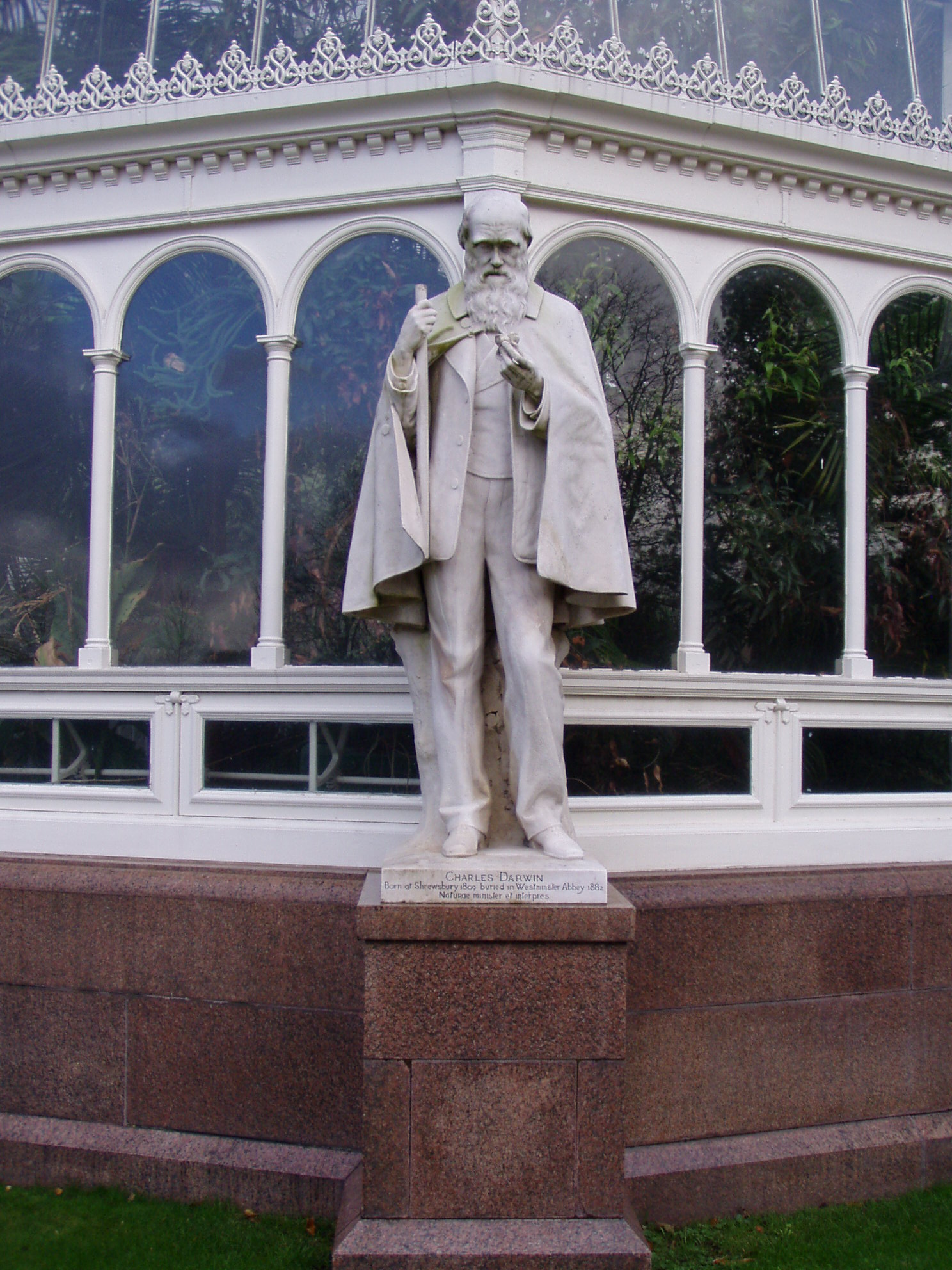
Charles Darwin
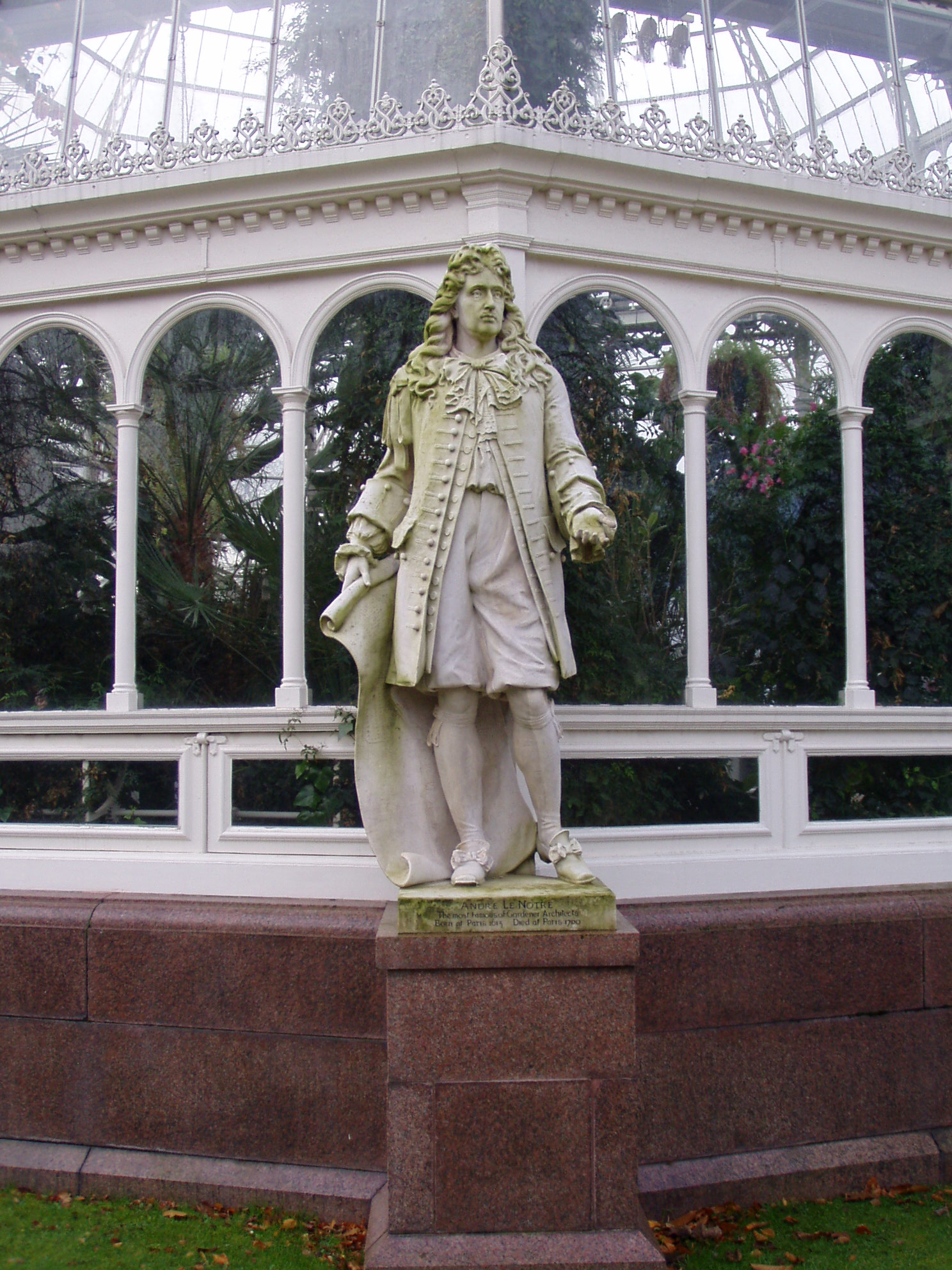
André Le Nôtre
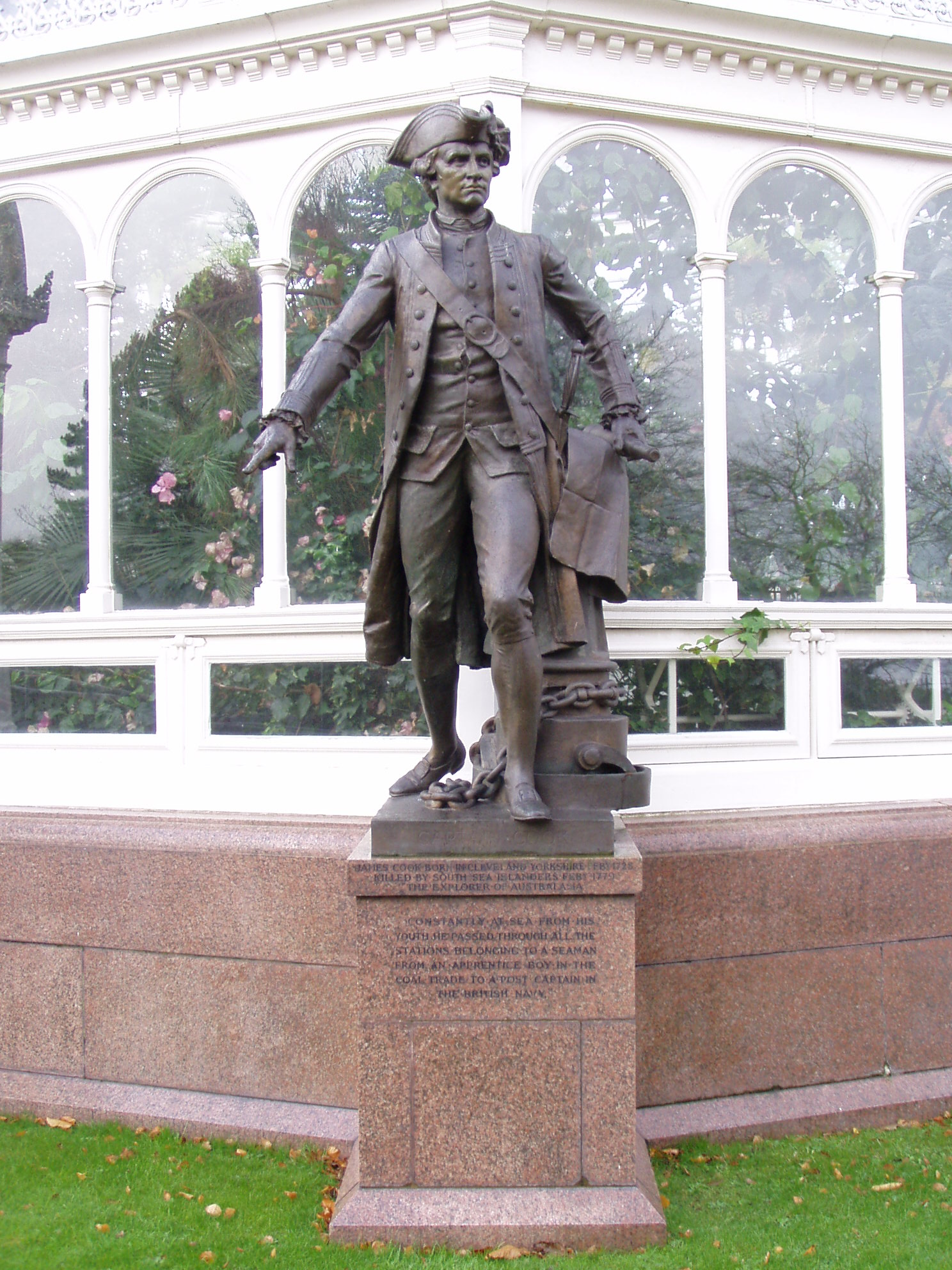
James Cook
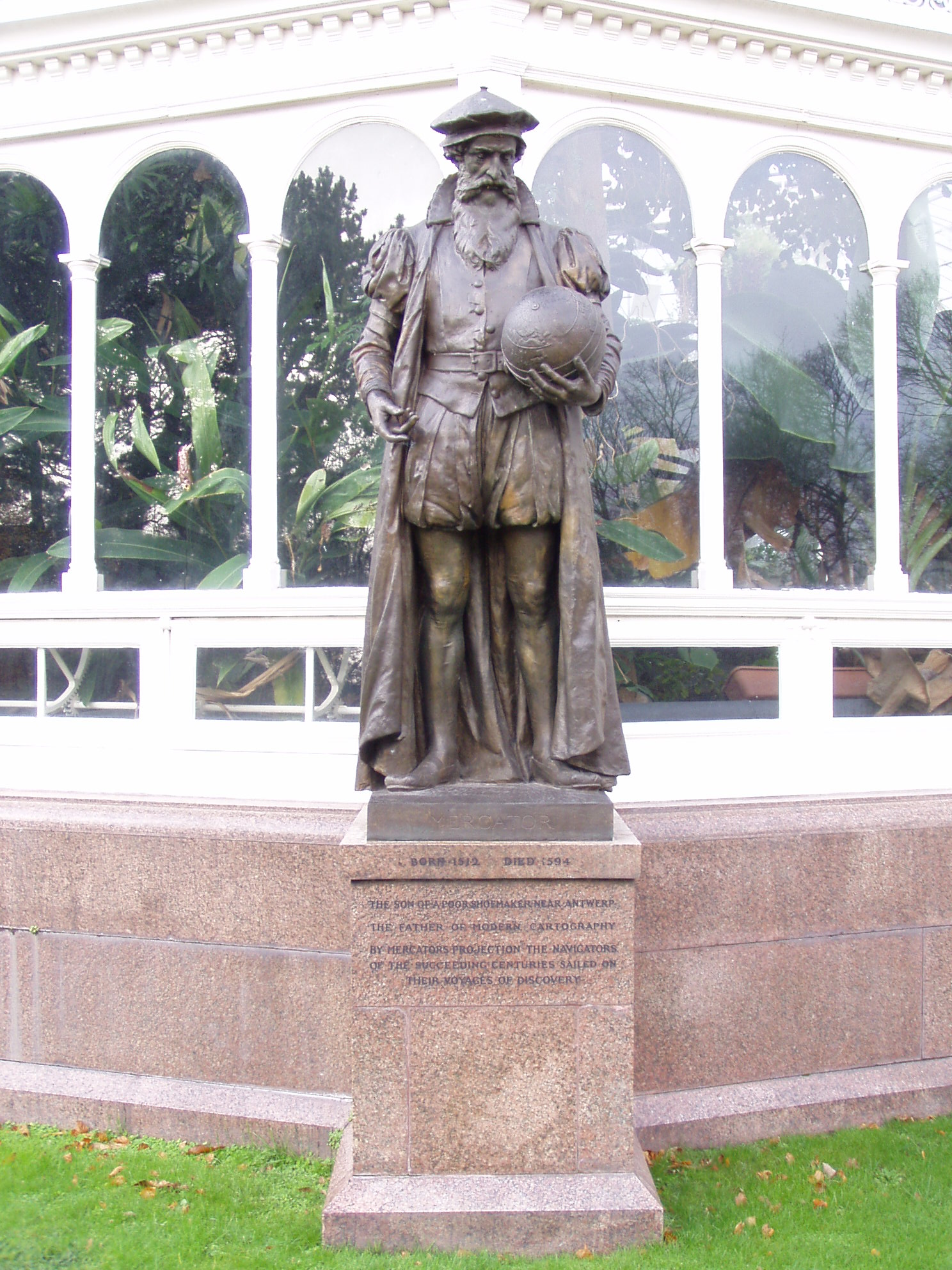
Gerardus Mercator
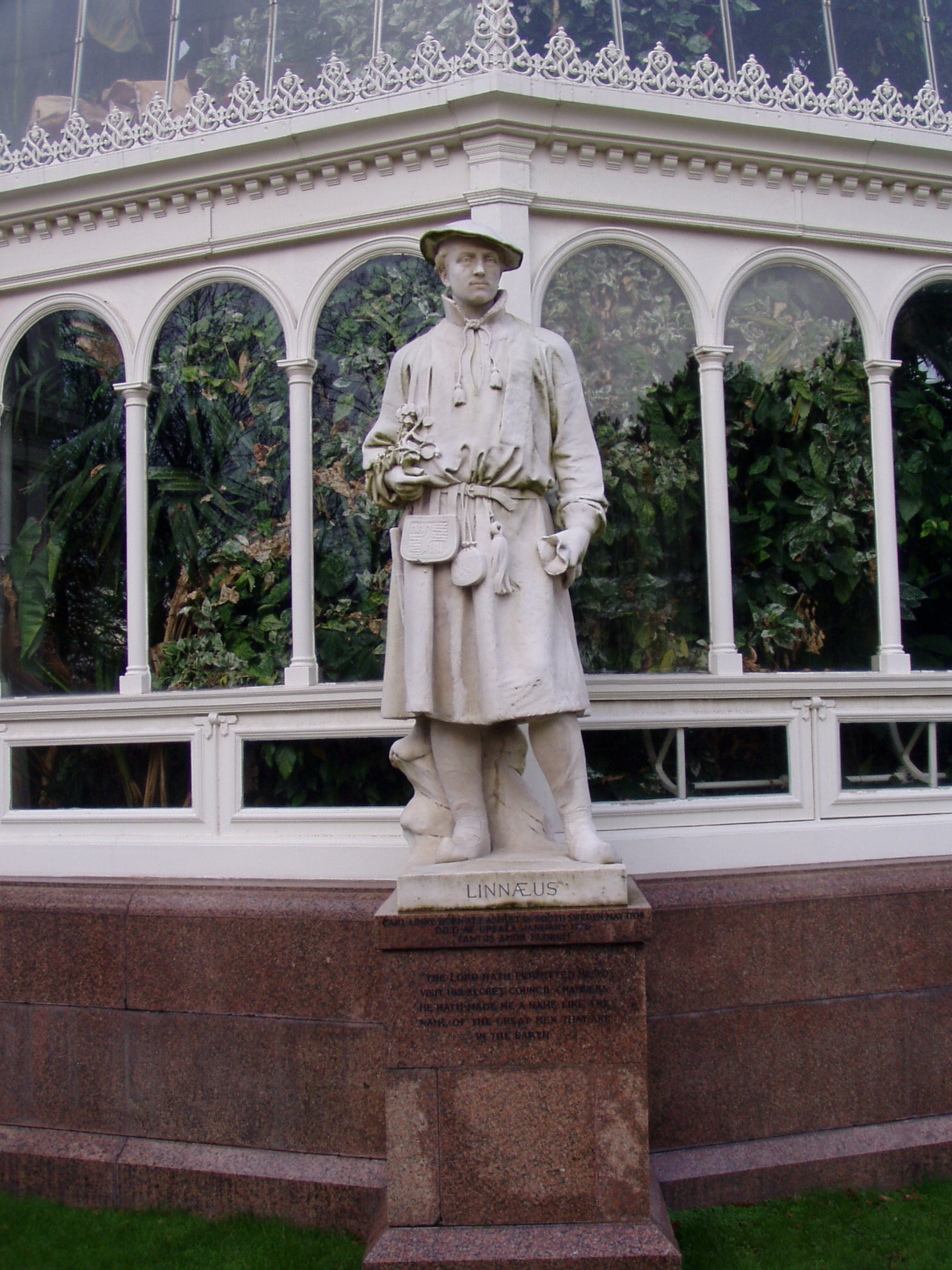
Linneo
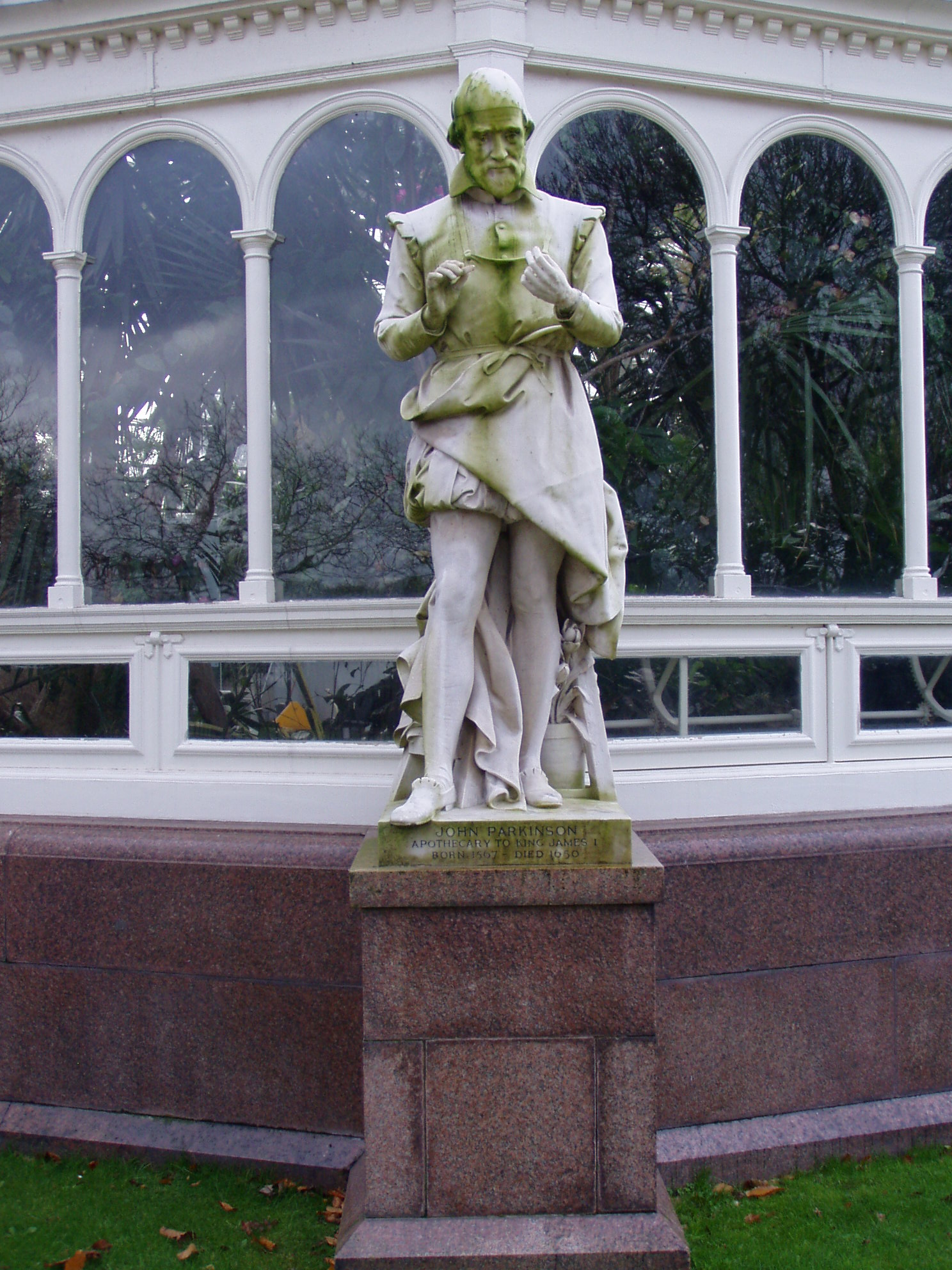
John Parkinson
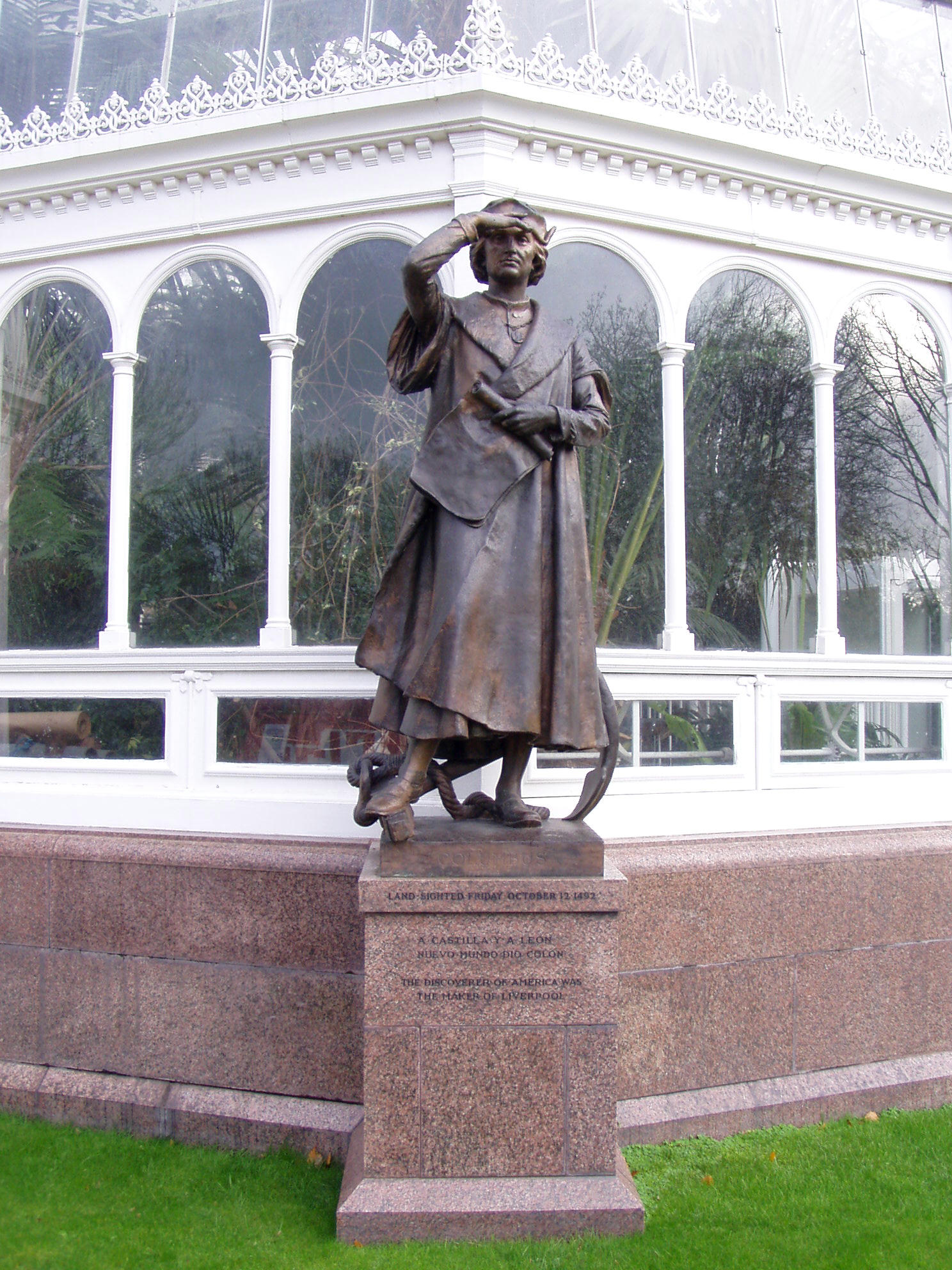
Cristóbal Colón
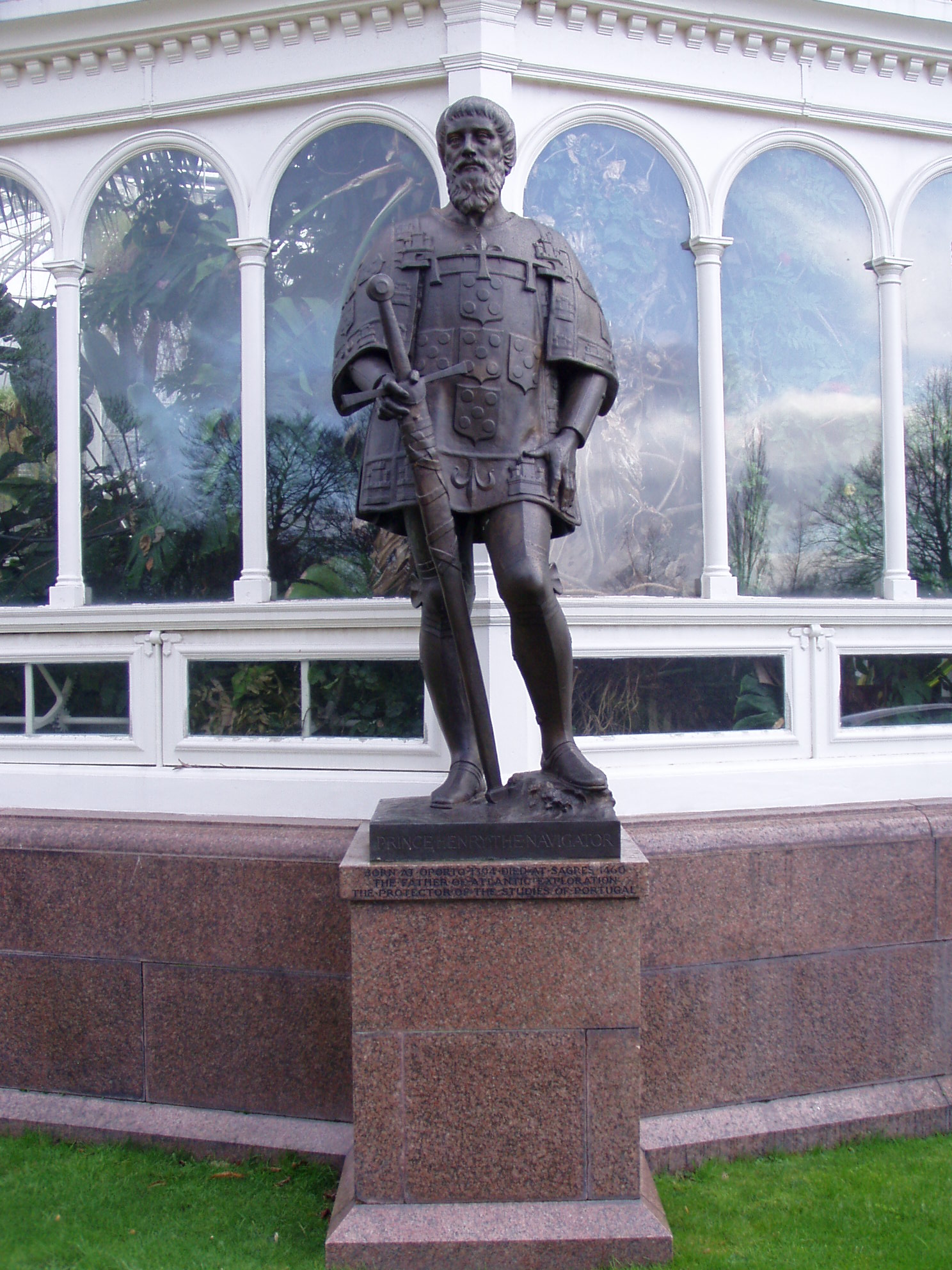
Enrique el Navegante

 Pulsar sobre la imagen para ampliar. 